# Градиентные течения
Градиентные течения — морские течения, возникающие в морях и океанах в результате образования в них разности давления столба воды. Разность давления создастся под влиянием сгонов и нагонов воды ветрами, неравномерного распределения плотности воды в водоеме или атмосферного давления над ним, притока материковых вод и других причин. Градиентные течения под действием силы Кориолиса отклоняются от направления градиента давления вправо в Северном полушарии и влево в Южном (градиент направлен от высокого давления к низкому).
Градиентное течение подобно геострофическому ветру в метеорологии.